# Qazax rayonu
Qazach är ett distrikt i Azerbajdzjan. Det ligger i den västra delen av landet, 400 km väster om huvudstaden Baku. Antalet invånare är 84 013. Arean är 701 kvadratkilometer.
Terrängen i Qazach är varierad.
Följande samhällen finns i Qazach:
- Qazax
- Çaylı
- İkinci Şıxlı
- Yuxarı Salahlı
- Agkeynak
- Qaymaqlı
- Qarapapaq
- Aşağı Salahlı
- Canalı
- Kazakhbeyli
- Urkmezli
- Alpout

Trakten runt Qazach består till största delen av jordbruksmark. Runt Qazach är det ganska tätbefolkat, med 72 invånare per kvadratkilometer.